# Миленко Девушић
Миленко Девушић (Бања Лука, 2. новембар 1983) је фудбалски играч средине терена који је играо за ФК Слога из Српца, КМФ Сократес Бања Лука, као и за Репрезентацију Босне и Херцеговине у футсалу.